# Atkinson-O'Fallon-ekspeditionen
Atkinson-O’Fallon-ekspeditionen var en amerikansk gennemført sejlads langt op ad Missouri River og tilbage igen i 1825 for at indgå traktater om fred og samhandel med flere indianerstammer langs floden.:34  Med ekspeditionen ville USA fremme nationens økonomiske interesser i vildmarken og gøre sig synlig i området som en stormagt, man ikke skulle lægge sig ud med; hverken hvis man var indianer eller brite fra Canada.:1 

## Tanken om en ekspedition tager form
I 1823 havde USA udkæmpet sin første indianerkrig vest for Missouri River mod arikaraerne i South Dakota, mens pelsjægere i Montana fra tid til anden blev angrebet af sortfødder.:17-18  Amerikanerne led af en kronisk frygt for, at de indfødte i USA’s nordligste områder i virkeligheden blev tilskyndet til fjendtligheder af briterne i Canada. Især mistænkte de det dominerende Hudson's Bay Company for at opildne stammerne til gavn for pelskompagniet selv.:15  I virkeligheden havde de canadisk baserede pelskompagnier droslet deres illegale handelsture til f.eks. mandanerne og hidatsaerne i North Dakota ned i tiden efter 1810, og de havde helt stoppet dem sidst i 1818.:16 
Som følge af en økonomisk nedtur i 1819 havde USA næsten halveret sin hær i 1821.:12  Et forslag om at bygge militære forter tæt på Canada:15  for at håndhæve amerikansk lov i et næsten øde område vandt ikke gehør i de økonomisk stramme tider. Den 25. maj 1824 blev en stor ekspedition op ad Missouri River godkendt som et alternativ til fast bemandede forter efter mange politiske sværdsalg i kongressen.:27 

## Lederne og forberedelserne
General Henry Atkinson blev pålagt ansvaret for at gennemføre ekspeditionen sammen med indianer-agent Benjamin O’Fallon. Begge fik myndighed til at indgå traktater med stammerne, som de mødte på vejen op ad Missouri River. Den fire måneder lange tur:33  ville bringe dem fra militærstationen Fort Atkinson i Nebraska gennem både South- og North Dakota og 100 km ind i det østlige Montana.:46 
I St. Louis blev fire, lange flodbåde straks omdannet til hjulbåde efter en ny og uprøvet metode udtænkt af general Atkinson.:30  Skovlhjulene placeret midt på hver side af bådene skulle drives rundt ved håndkraft af den siddende besætning med indvendige stænger, der skulle trækkes og skubbes i takt. En midteraksel med tandhjul førte kraften fra mandskabet over i skovlhjulene, der gav båden fremdrift.:198  Yderligere fire hjulbåde kom til inden ekspeditionens afgang.:33 
Ekspeditions styrke ville nå op på 476 soldater, hvoraf størsteparten skulle betjene bådene. Enogfyrre kavalerister:76  og flere fodfolk fulgte med på landjorden.:33  En irokeser lader til at have været tilsluttet ekspeditionen som jæger.:132 
Alene mændenes proviant af bacon, bønner og hårdt brød samt over 7.000 liter whiskey til turen vejede 62 tons. Tre tons gaver:33  til indianerne i form af 15 North West flintebøsser, kulørte frakker til høvdingene, tæpper, tre dusin sakse, ”skalper-knive”, 2.500 nåle:223-225  samt meget andet kom også ombord på bådene.:37  Ekspeditionen tog mindst én kanon med på turen.:35 

## Ekspeditionen
Den 16. maj 1825 gik starten.:34 
Alt efter vind og vejr, flodens forløb og vandstanden tilbagelagde bådene mellem 20 og 30 km om dagen.:63  Uheld som knækkede master og knuste ror sinkede jævnligt et af fartøjerne.:58  På vanskelige steder måtte bådene langsomt trækkes op mod strømmen ved hjælp af lange reb ind til de ilandsatte bådfolk, der gik på bredden.:88  Om aftenen lagde bådene til land, og mændene overnattede i en hurtigt rejst teltlejr på bredden.:75  Atkinson fandt det nødvendigt at udstede en ordre til mændene om at holde god afstand til lejrpladsen, når de skulle forrette deres nødtørft.:97 
Den 24. august vendte ekspeditionen om efter at have indgået flere traktater og nået frem til udløbet af den såkaldte ”Two Thousand Mile Creek” i Missouri River, nu inde i Montana. Et håb om at indgå en traktat med sortfødderne længere oppe ad floden blev opgivet som urealistisk.:157 
Uden virkelig dramatiske hændelser lagde bådene til ved Fort Atkinson den 19. september efter en vellykket ekspedition.:177  Udgifterne løb op i omkring 14.500 dollars, hvilket lå indenfor bevillingen til ekspeditionen på 20.000 dollars.:112-113 
General Atkinsons hjulbåde led af svagheder, men de klarede endda den lange sejlads frem og tilbage. Nyskabelsen kom dog for sent;:211  blot syv år senere sejlede den første store hjuldamper op ad Missouri River.:194 

## Traktaterne med indianerne
De indgåede traktater med indianerne var stort set ens. Stammerne anerkendte USA’s overhøjhed over prærien, uden at de forstod betydningen af dette. En aftale om fred var en forudsætning for at kunne fremme den indbyrdes byttehandel; en bestemmelse om kun at byde amerikanske pelsopkøbere velkomment blev nøje forklaret de deltagende høvdinge.:1  Den 12. juli tog O’Fallon en britisk medalje fra en sioux for at vise sin utilfredshed med konkurrenterne i nord,:124  der skulle pågribes og udleveres til retsforfølgelse i USA fremover.:35 
En særlig tekst blev udformet til traktaten med arikaraerne, som USA teoretisk set stadig var i krig med efter kampen i 1823. Traktaten skulle gøre ende på de - efter USA’s mening - grundløse angreb på amerikanske borgere og genoprette tilliden mellem de to nationer.:34 
Når den sidste stammeleder havde sat sit kryds på en traktat, stillede soldaterne sig op på rad og række i fuld uniform. Derpå blev der affyret bomber og signal-raketter i håb om at imponere de indianske tilskuere og samtidig indgyde dem en stille frygt over hærens formåen.:35 

## De underskrivende stammer
Poncaerne var de første, som ekspeditionen holdt møde med og forklarede om traktaten. Den 9. juni satte høvding He Who Makes Smoke (siden kendt som Smoke Maker):30  og andre ledere deres kryds på traktaten.:93 
Den 22. juni satte flere lakotaer samt nogle yankton- og yanktonai-siouxer deres x-mærke på papiret med traktat-teksten, der angik alle de tre understammer.:106  Ekspeditionens lejr lå da ved handelsstationen Fort Kiowa i South Dakota.:100 
Højere oppe ad floden ankom 200 tipier two kettle-, sans arc- og blackfeet-lakotaer til hærens teltplads den 6. juli. I forvejen lå flere oglala-lakotaer i lejr tæt ved, og høvding Standing Buffalo:115  og andre lederne underskrev fælles-traktaten for grupperne::120  Treaty with the Sioune and Ogallala Tribes, 1825.:163  (”Sioune” eller hyppigere ”saone” er en fællesbetegnelse for two kettle-, sans arc- og blackfeet-lakoaterne).
Samme dag indgik ekspeditionen en traktat med cheyennerne under The Wolf With The High Back (siden kendt som High Wolf),:125  der havde rejst en nabolejr til lakotaerne. Major Kearny beundrede cheyennerne som de fineste indfødte, de hidtil havde set.:119  Cheyennerne husker traktaten fra 1825 som ”Venskabs-traktaten”.:125 
Den 11. juli stoppede bådene ved høvding Fire Hearts lejr af lakotaer. Næste dags møde resulterede i en traktat.:124  Fire Heart var kendt af de hvide i forvejen, for to år tidligere havde han sluttet sig til den amerikanske hær i angrebet på arikaraerne.:115 
Et møde med en lejr hunkpapa-lakotaer resulterede i en separat traktat udfærdiget for dem den 16. juli. Little White Bear satte kryds som den første hunkpapa og modtog en ”Freds- og venskabsmedalje” af O’Fallon.:128 
For arikaraerne satte høvding Bloody Hand sit kryds på en traktat med en lidt anderledes tekst end i de øvrige traktater den 18. juli. Hæren viste sin utilfredshed med stammen ved kun at give den lidt tobak i gave.:131 
På den videre færd nordpå gjorde ekspeditionen et længere holdt tæt ved mandanerne og hidatsaernes byer. Den 30. juli indgik Atkinson og O’Fallon en traktat med hver af stammerne.:141  For mandanerne underskrev bl.a. The Chiefs Of Four Men samt The Wolf Chiefs,:243  mens The Wolf Chief (ikke at forveksle med mandan-høvdingen af næsten samme navn) underskrev for hidatsaerne som den første.:241 
Bådene blev på stedet, mens ekspeditionen afventede crowernes komme helt fra Montana. Crowerne og hidatsaerne er nærtbeslægtede folk, og crowerne besøgte med mellemrum hidatsaerne i North Dakota for at gøre store byttehandler. Crowerne kom, mødtes med ekspeditionen og pludselig opstod der spændinger, da hæren forlangte to indianske fanger – irokesere eller sortfødder - frigivet af crowerne. O’Fallon, der i forvejen var kendt for sit temperament, slog flere høvdinge i hovedet med sin pistol. Atkinson kom til og formildede gæsterne. Uset af soldaterne havde crow-krigere stoppet hærens kanon til med pinde og græs for at stå bedre i tilfælde af en kamp.:143  Den 4. august underskrev høvding Long Hair (faktisk Red Plume on the Temple:97  eller Red Plume at Forehead):83  som den første taktaten indgået mellem hans folk og amerikanerne. Den næste dag red Atkinson ud til crowernes lejr, hvor Long Hair tog godt imod ham i sin tipi.:145  Long Hair repræsenterede rent faktisk kun mountain crowerne, mens river crow høvding Sore Belly (også oversat til Rotten Belly) holdt sig borte.:143 

## De sidste traktater
Efter at have fuldført selve ekspeditionen og atter tilbage i Fort Atkinson forhandlede Atkinson og O’Fallon en fællestraktat på plads med oto og missouri stammerne den 26. september.:179  Den 30. september underskrev pawnee-indianerne en traktat.:183  Den 6. oktober accepterede omahaerne traktaten udfærdiget for dem.:184 

## Galleri
- Tchán-dee, Tobacco underskrev som en af oglalaerne
- Ha-na-tá-nu-maúk, Wolf Chief som underskrev for mandanerne